# 江夏堂
江夏堂，即江夏黄氏宗祠，位于中国福建省厦门市思明区中华街道文安社区钱炉灰埕巷2号（文安小学内）。

## 历史
黄氏大宗祠由清末武进士黄培松鸠资开建于清宣统三年（1910年），至1918年全部建成。

## 建筑
祠堂原有祖堂、宗贤堂、拜庭、宗塾、宗亲会馆、起居室及花园，占地面积万近米。今仅存祖堂一座，建构于边长17.1米的正方形石砌台基上。祠堂坐南朝北，砖石墙体，抬梁木构架，重檐歇山布瓦顶。面阔5间计11.1米，进深5间计14.1米，北（正立面）及东、西两侧围合宽3米的檐下柱廊，台基出入口处砌有宽长的石登阶。
该堂以内部木作装饰最具艺术价值，其中，藻井采用八边环合的雕花梁架斗拱向上逐层收分、升合，形成内圆外方、垒床叠架的繁复装饰结构，木雕件则采用以金彩为主的多种彩绘强调装饰效果。
2009年11月16日公布为第七批福建省文物保护单位。